# Sérgio Guizé
Sergio Tadeu Corrêia Guizé (Santo André, 14 de mayo de 1980) es un actor y cantante brasileño.

## Filmografía
| Ano  | Título                  | Papel                                           | Notas                    |
| ---- | ----------------------- | ----------------------------------------------- | ------------------------ |
| 2004 | Da Cor do Pecado        | Guilherme/Bernardo                              | Participação especial    |
| 2009 | Caminho das Índias      | Jefferson                                       | Participação especial    |
| 2011 | Tapas & Beijos          | Lorraine Christine/Vanderlei                    | Participação especial    |
| 2012 | Sessão de Terapia       | Breno Dantas                                    | Participação especial    |
| 2012 | Macbeto                 | Beto                                            | Telefilme                |
| 2013 | Saramandaia             | João Gibão (João Evangelista Viana)             | Protagonista             |
| 2014 | Alto Astral             | Caíque (Carlos Henrique Bittencourt)            | Protagonista             |
| 2016 | Êta Mundo Bom!          | Candinho (Cândido Policarpo Sampaio dos Santos) | Protagonista             |
| 2017 | O Outro Lado do Paraíso | Gael de Aguiar Montserrat                       | Protagonista/Antagonista |
| 2019 | A Dona do Pedaço        | Chiclete (Ricardo Silvino)                      | Coprotagonista           |